# 中国马术协会
中国马术协会是中华人民共和国马术运动从业者组成的全国性体育组织，由中华全国体育总会领导，成立于1979年，会址位于北京市。